# Hieronim Feicht
Hieronymus Feicht (in polacco Hieronim Feicht; Mogilno, 22 settembre 1894 – 31 marzo 1967) è stato un musicologo polacco e studioso della musica polacca antica.

## Biografia
Nato a Mogilno. Studiò organo a Leopoli da Mieczysław Soltys, invece a Cracovia composizione e contrappunto da Bolesław Wallek-Wallewski. Contemporaneamente studiò teologia presso l'Istituto di Teologia Missionaria di Cracovia (1914–1918). Nel 1925 conseguì il dottorato per la sua opera "Composizioni religiose di Bartolomeo Penkel". Negli anni '20 studiò canto gregoriano a Friburgo da P. Wagner.
Dal 1925 insegnò a Leopoli, mentre nel 1930–32 presso la Scuola Superiore di Musica di Varsavia. Dopo diversi anni di lavoro, lasciò la scuola insieme a Karol Szymanowski per protestare contro gli intrighi dei circoli reazionari. Nel 1935-39 lavorò al Conservatorio di Cracovia, dal 1946 fu a capo del Dipartimento di Musicologia all'Università di Breslavia e contemporaneamente, dal 1948 al 1952 rettore della Scuola superiore di musica statale.
Dal 1949 ha preparato opere di musica antica polacca per la pubblicazione nella collana "Antiquitates musicae in Polonia" (1963-1970). Dopo la morte del suo amico Adolf Khybinski nel 1952, divenne caporedattore della casa editrice "Musica polacca antica". Dal 1952 fino alla fine della sua vita fu professore e direttore del Dipartimento di Storia della Musica Polacca presso l'Istituto di Musicologia dell'Università di Varsavia.

## Opere
- Polifonia del Rinascimento (Polifonia renasensu, 1957)
- La musica nell'era barocca polacca (Muzyka w okresie polskiego baroku, 1958)
- La Vergine Maria (Bogurodzica, 1962)
- Musica liturgica del Medioevo polacco (Muzyka liturgiczna w polskim średniowieczu, 1965)
- Lo sviluppo della canzone nel Medioevo polacco (Rozwój pieśni w polskim średniowieczu, 1965)

Sotto la direzione di Feicht vennero pubblicate opere di polifonisti polacchi, l'antologia "Muzyka Staropolska" (1966). Scrisse articoli divulgativi per enciclopedie e giornali. Feicht compose anche musica: messe e altre opere per coro maschile, tra cui testi di K. Tetmeyer, nonché preludi per organo, tra cui quelli su temi di canti sacri, pubblicati nel 1937.